# Крысолов (литературная премия)
Литературная премия «Крысолов» (нем. Rattenfänger-Literaturpreis) — немецкая литературная награда, названная в честь Гамельнского крысолова — персонажа средневековой немецкой легенды. Присуждается раз в два года городом Гамельн c 1986 года. Награждаются авторы, редакторы, переводчики и иллюстраторы за произведения для детей и юношества — особенно сказки, легенды, фантастические рассказы или произведения, действие которых происходит в Средние века. Лауреаты получают денежную премию в размере 5 тыс. евро.

## Лауреаты
- 1986[2]: Герхард Хольц-Баумерт и Клаус Энзикат, Daidalos und Ikaros и Лижия Божунга Нуниш, Das Haus der Tante
- 1988: Ричард Кеннеди, Die phantastische Reise von Annis Augen, den Stoffpuppen und dem Kapitän
- 1990: Рафик Шами, Erzähler der Nacht
- 1992: Альфред фон Мейзенбуг, Däumling и Эрвин Мозер, Der Rabe Alfons
- 1994: Лизбет Цвергер за перевод Вильгельма Гауфа, Der Zwerg Nase и Христиана Моргенштерна, Kindergedichte und Galgenlieder
- 1996: Франсуа Плас, Die letzten Riesen
- 1998: Роберто Пьюмини, Motu-Iti, die Insel der Möwen
- 2000: Ютта Рихтер, Der Hund mit dem gelben Herzen oder die Geschichte vom Gegenteil
- 2002: Чадидша Хассан, Наджим А. Мустафа и Урс Гёскен: Drei Säcke voll Rosinen
- 2004: Питер Дикинсон, Tanzbär
- 2006: Чен Цзянхун, Der Tigerprinz
- 2008: Зоран Дрвенкар и Мартин Балтшейт, Zarah. Du hast doch keine Angst, oder?
- 2010: Фелиситас Хоппе, Iwein Löwenritter
- 2012: Николаус Хайдельбах, Wenn ich groß bin, werde ich Seehund
- 2014: Юрг Шубигер и Альёша Блау, Das Kind im Mond
- 2016: Матиас Моргенрот и Регина Кен, Freunde der Nacht
- 2018: Виланд Фройнд, Krakonos
- 2020 → 2021[3]